# Chris Moody

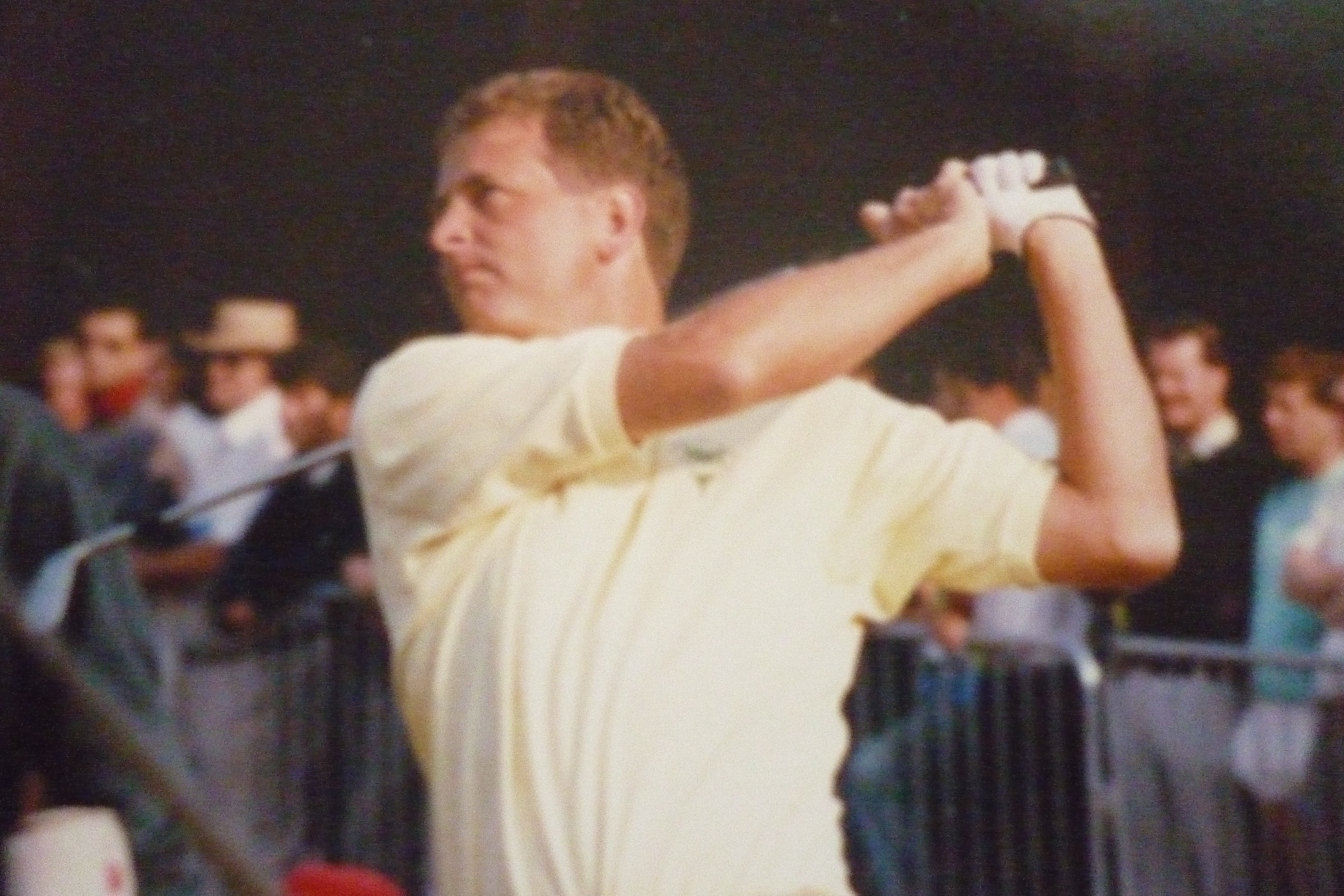
1990

Chris Moody  ( 19 oktober  1953) is een golfprofessional uit Engeland. Hij woont in Londen.
Moody werd in 1973 professional maar het duurde tien jaar voordat hij zijn eerste overwinning behaalde. Hij eindigde op de tweede plaats in 1983 bij het Portugees Open achter Sam Torrance voordat hij in Frankrijk de Grand Prix Triconfort won. Dat jaar speelde hij ook het Brits Open en eindigde daar op de 39ste plaats.
Moody speelde enkele jaren op de Europese PGA Tour. Zijn beste jaar was 1988, toen hij de European Masters in Crans won met een score van -20. Dat jaar eindigde hij op de 19de plaats van de Order of Merit.
Na zijn 50ste verjaardag speelde hij seizoen 2004 op de Europese Senior Tour maar hij kwalificeerde zich net niet voor 2005.

## Gewonnen
- 1983: Grand Prix Triconfort (Frankrijk)
- 1988: EBEL European Masters (Europese Tour)